# Тревненска духовна околия
Тревненската духовна околия е околия и архиерейско наместничество с център град Трявна, част от Великотърновската епархия на Българската православна църква.
- с. Белица – „Св. Преображение Господне“- свещ. Петър Савов Петров – тел. 0677/34 89; GSM 0896687402.
- с. Бочуковци – „Св. Йоан Кръстител“ – прот. Петър Петков Петров – 0677/34 42; GSM 0896687402.
- с. Бъзовец – параклис „Св. Йоан Рилски“- с. Кръстец ?
- с. Енчевци – „Успение Богородично“ – прот. Петър Петков Петров – 0677/34 42.; GSM 0896687402.
- с. Искра – „Св. Николай“ – прот. Петър Петков Петров – тел. 0677/34 42; GSM 0896687402.
- с. Нейковци – „Св. Димитър“ – свещ. д-р Людмил Мартинов Малев- GSM 0897527536.
- гр. Плачковци – „Св. Пророк Илия“ – свещ. д-р Людмил Мартинов Малев – тел. 0677/3868; 0677/02 49; GSM 0897527536.
- с. Радовци – „Св. Богоявление“ – прот. Петър Петков Петров – тел. 0677/34 42; GSM 0896687402.
- с. Станчов хан – „Св. Пророк Илия“ – прот. Петър Петков Петров – тел. 0677/34 42; GSM 0896687402.
- гр. Трявна – „Св. Архангел Михаил“ – прот. Петър Петков Петров – тел. 0677/34 42; GSM 0896687402.
- гр. Трявна – „Св. Георги“ – прот. Петър Петков Петров – тел. 0677/34 42; GSM 0896687402.
- с. Фъревци – „Св. Димитър“ – свещ. Петър Савов Петров – тел.0677/34 89.
- с. Царева Ливада- „Успение Пресв. Богородица“ – - прот. Петър Петков Петров – тел. 0677/34 42; GSM 0896687402.